# Hermelange
Hermelange (deutsch Hermelingen) ist eine französische Gemeinde mit 215 Einwohnern (Stand 1. Januar 2022) im Département Moselle in der Region Grand Est. Sie gehört zum Arrondissement Sarrebourg-Château-Salins.

## Geografie
Die Gemeinde Hermelange liegt etwa sieben Kilometer südwestlich von Sarrebourg auf einer Höhe zwischen 255 und 334 m über dem Meeresspiegel. Das Gemeindegebiet umfasst 2,62 km² (258 ha). Zwischen Hermelange und Lorquin fließen Rote und Weiße Saar zusammen.

## Geschichte
Das Dorf spiegelt die wechselvolle Geschichte der Regionen Elsass und Lothringen wider, so gehörte es seit dem Mittelalter zum Herzogtum Lothringen mit all seinen wechselnden Zugehörigkeiten, seit 1661 zum Französischen Königreich, von 1871 bis 1918 zum Deutschen Kaiserreich, gemäß dem Versailler Vertrag ab 1919 zur Dritten Französischen Republik, wurde 1940 dem NS-Staat einverleibt und ist nach dem Ende des Zweiten Weltkrieges 1945 an die Vierte Französische Republik gelangt.

### Bevölkerungsentwicklung
| Jahr                       | 1962 | 1968 | 1975 | 1982 | 1990 | 1999 | 2009 | 2019 |
| Einwohner                  | 134  | 126  | 145  | 153  | 191  | 186  | 249  | 215  |
| Quellen: Cassini und INSEE |      |      |      |      |      |      |      |      |